# Kahl-Burg
Le Kahl-Burg (prononcé [kɑl buʁg], « château chauve » en allemand) est un ouvrage militaire de la Seconde Guerre mondiale, centre de commandement de l'armée allemande, situé en Normandie sur la commune du Tréport (Seine-Maritime), construit en 1942 par l'Organisation Todt  - code Wn Tre06 - en réaction immédiate à l'opération Jubilee menée à Dieppe par les Alliés le 19 août de la même année. Dominant l'embouchure de la Bresle, la ville du Tréport et la Manche, cette fortification du mur de l'Atlantique a été creusée et maçonnée à même la roche crayeuse de la falaise, avec cinq ouvertures sur l'extérieur servant de postes d'observation et de combat. Cette particularité souterraine est d'ailleurs à l'origine de son nom.

## Contexte
Depuis le 22 juin 1940, l'Allemagne occupe officiellement et administre les zones Nord et Ouest de la France en vertu des termes de l'Armistice signé à Rethondes, conséquence directe de la défaite française lors de Bataille de France. La ville du Tréport, au vu de sa situation géographique, vit donc sous occupation allemande, d'autant plus que, distante de moins de 110 km, elle est l'un des ports français le plus proche des côtes britanniques.
L'entrée en guerre des États-Unis contre les forces de l'Axe le 8 décembre 1941, au lendemain de l'attaque japonaise de Pearl Harbor, marque un tournant dans les hostilités car un débarquement allié devient pour l'Allemagne une certitude à plus ou moins long terme. Restent toutefois deux données inconnues qui constitueront dès lors la préoccupation majeure du haut commandement de Berlin : la date et le lieu de cette opération.
L'opération avortée menée à Dieppe par les Canadiens le 19 août 1942 - l'opération Jubilee - a d'abord conforté les autorités allemandes dans leur idée que le contrôle d'un port, tel une tête de pont, était un objectif de leurs ennemis pour assurer le succès d'un débarquement. Jubilee a ensuite et surtout conduit ces mêmes autorités à étudier plus attentivement la probabilité que ce débarquement puisse avoir lieu sur les côtes du Nord de la France.  Il a donc rapidement été décidé un renforcement des structures défensives le long de la Manche et notamment dans les principales villes portuaires, comme le Tréport.
La zone côtière du Tréport et de Mers-les-Bains présente, en effet, une géographie similaire à celle de Dieppe, lieu que les alliés avaient choisi pour mener leur raid. Par ailleurs, le Tréport dispose, comme sa voisine Dieppe, d'infrastructures ferroviaires à proximité immédiate de ses installations portuaires, ce qui lui confère une importance militaire grâce notamment à la voie ferrée lui assurant une liaison directe avec la capitale. Cet axe de communication qui favorise tout acheminement rapide en cas d'un éventuel débarquement, revêt alors un intérêt stratégique majeur tant pour l'occupant allemand que pour les forces alliées si elles étaient amenées à s'en emparer.
Le renforcement de la protection du front de mer et de cette voie ferrée devait alors être assurée par un ouvrage qui domine et couvre une large zone s'étendant de la ville, sa plage et son port jusqu'à la vallée de la Bresle et sa ligne de chemin de fer, tout en demeurant le plus discret possible. La falaise, tant par son orientation vers la Manche et vers les terres que par la facilité de travail de sa roche, présentait alors toutes les qualités requises pour l'édification du fort.

## Réalisation
Chaque jour, dix à quatorze heures durant, quelque 200 ouvriers, parmi lesquels des requis locaux mais surtout des prisonnières ukrainiennes, œuvraient sur le chantier. Les conditions de travail particulièrement difficiles causèrent la mort d'une vingtaine de ces captives dont les corps reposent, pour la plupart, dans la fosse commune du cimetière de la ville voisine d'Eu où elles étaient cantonnées.
La maçonnerie intérieure a été en partie réalisée avec les briques provenant du luxueux hôtel le Trianon. Certaines d'entre elles, mal positionnées, laissent apparaître leur surface émaillée en de très rares endroits du fort. Situé sur les hauteurs de la ville à proximité immédiate de la station haute du funiculaire, le Trianon, important complexe de 200 chambres inauguré en 1912, représentait alors, aux yeux de l'occupant, un repère potentiel pour l'aviation et fût donc à ce titre dynamité en janvier 1943.
Le débarquement allié du 6 juin 1944 mettra un coup d'arrêt aux travaux à la fin du mois d'août, juste avant la libération de la ville le 1er septembre, laissant ainsi l'ouvrage inachevé.

## Capacités
Composé de 32 pièces, dont 3 postes d'observation et 2 postes de combat, l'édifice s'étend sur 270 mètres de long avec 225 marches pour desservir les quatre niveaux. Il était en mesure d'accueillir une soixantaine d'hommes qui pouvaient y vivre en totale autonomie grâce, notamment, à un groupe électrogène à fioul et une réserve d’eau potable. Lors de sa construction, le Kahl-Burg était alors à la pointe de la technologie de son époque.

## Le site aujourd'hui
Laissé à l'abandon pendant près de soixante ans au cours desquels les lieux furent successivement pillés, dégradés et encombrés, le fort a suscité l'intérêt d'une dizaine de bénévoles passionnés qui, regroupés au sein de l'association "Le Mur de la Manche", décident dès 2001 de restaurer l'ouvrage.
Aujourd'hui ouvert au public avec des visites guidées et commentées, le Kahl-Burg n'est toutefois accessible qu'aux dates commémoratives du 8 mai et 11 novembre, à l'occasion des journées européennes du patrimoine ainsi que toute l'année sur rendez-vous.

## Photos

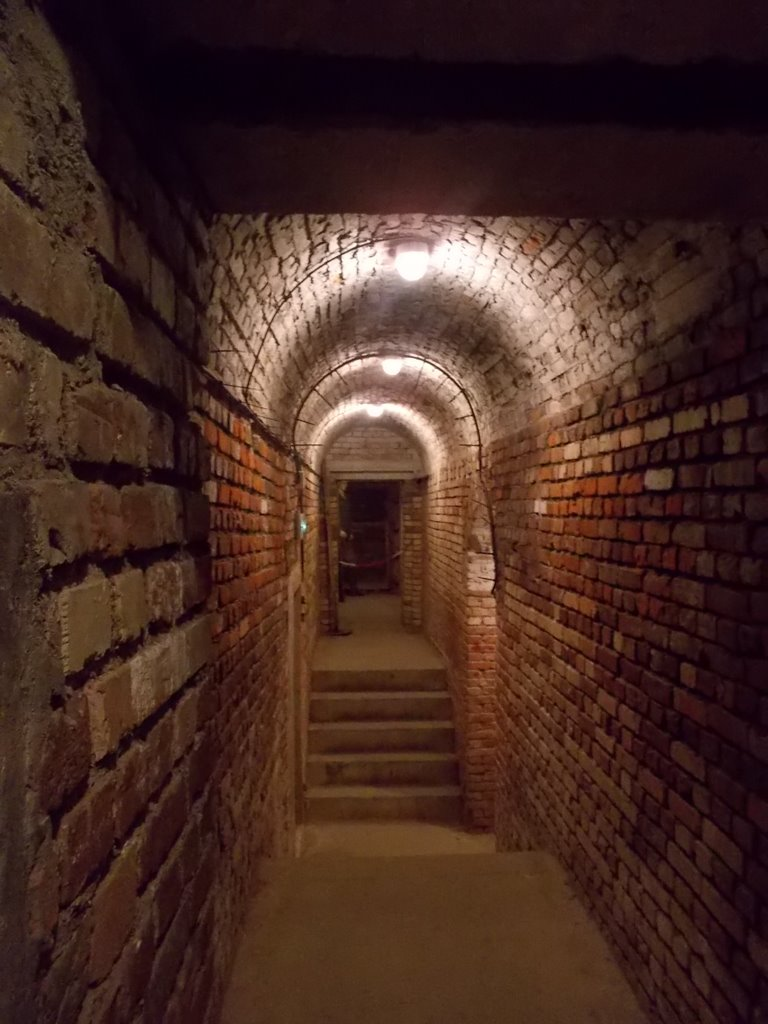
Galerie d'entrée Sud depuis la galerie d'entrée Nord.
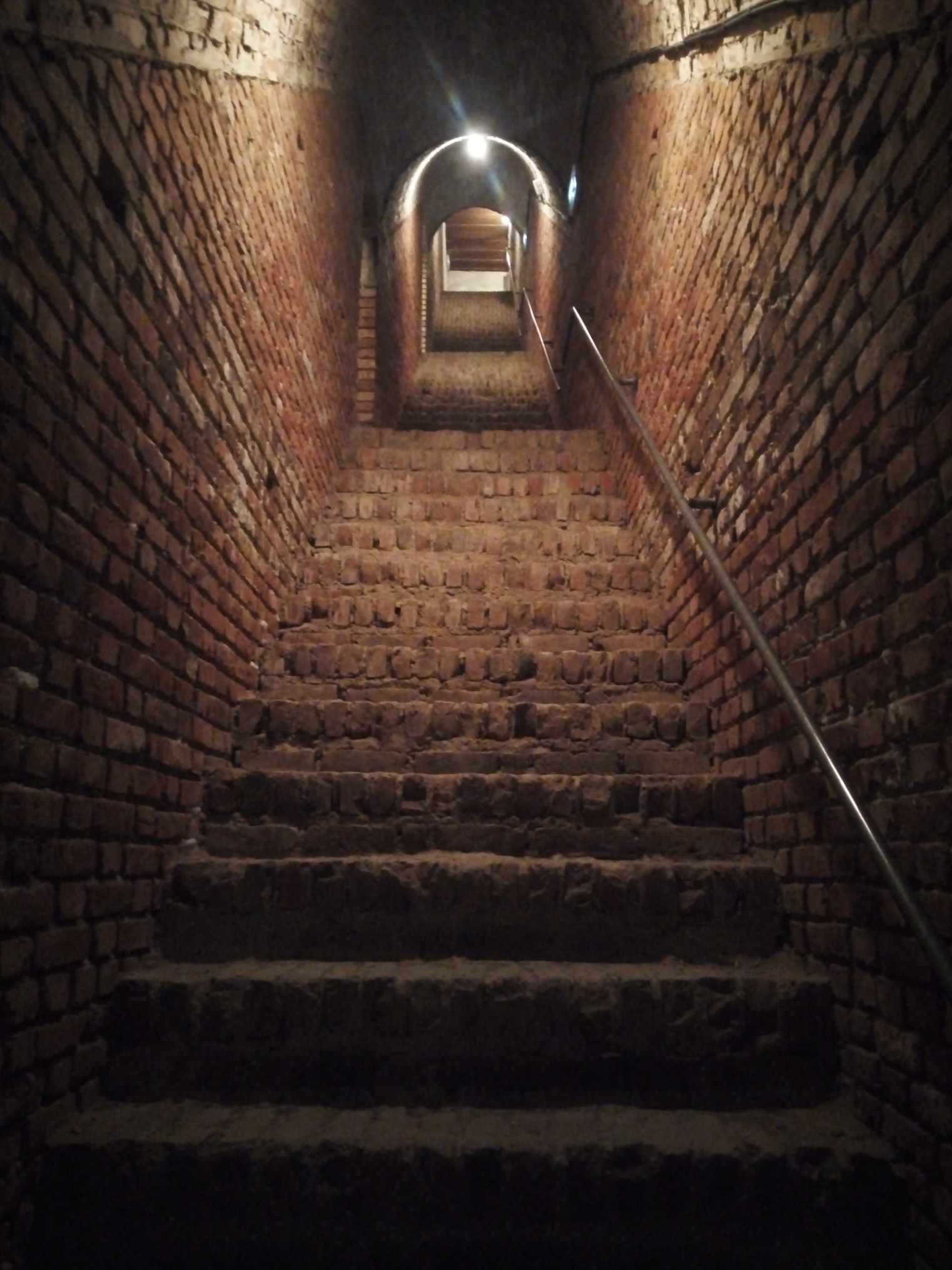
Escalier d'accès au poste d'observation supérieur.
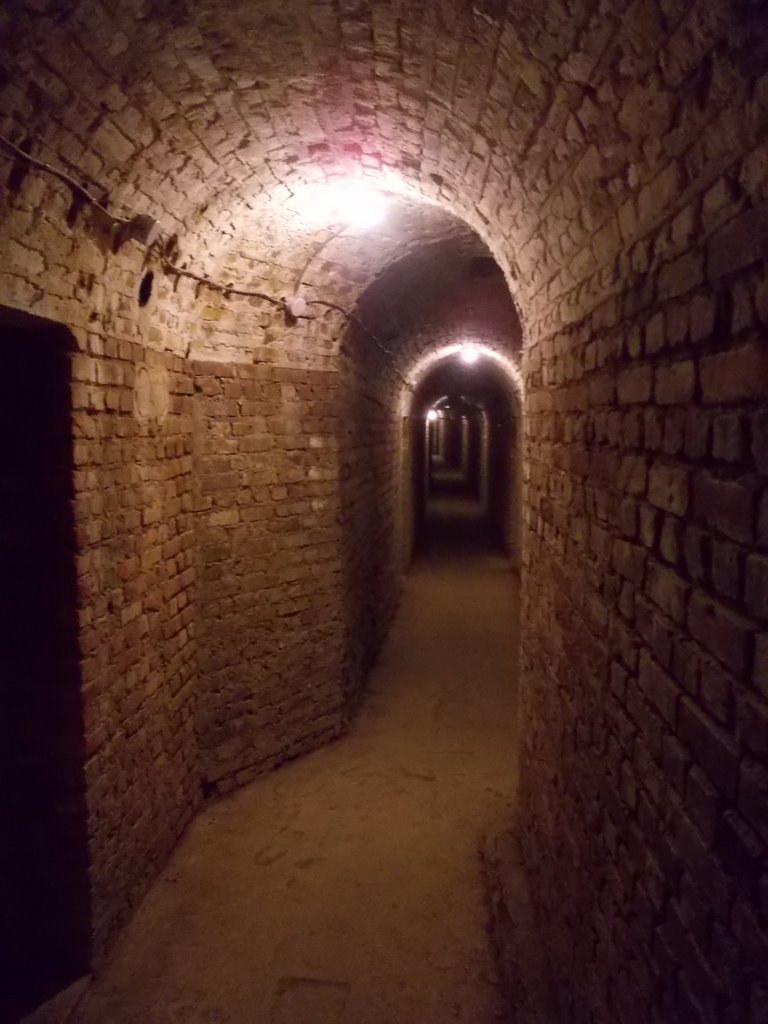
galerie du troisième niveau.
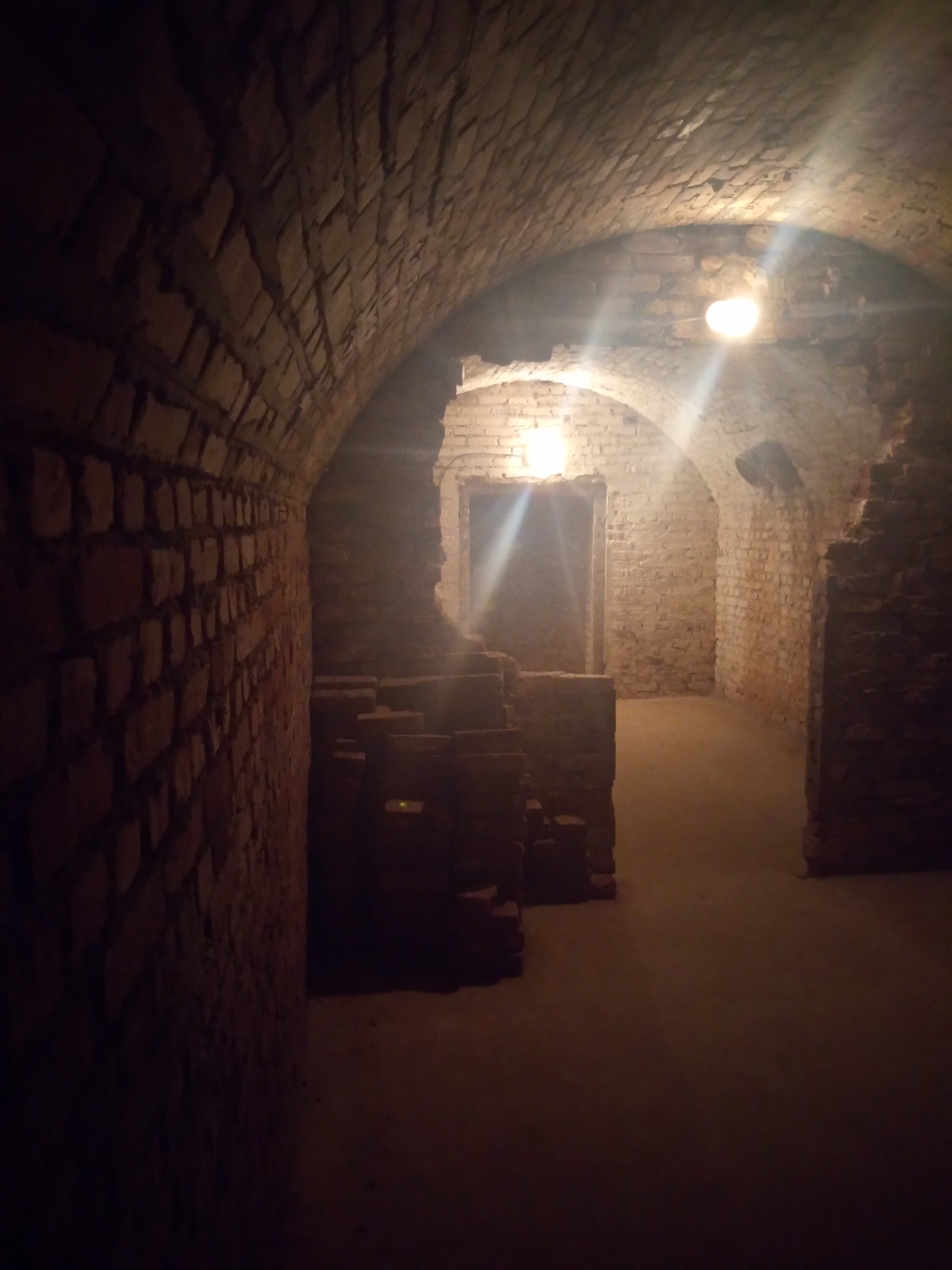
la cantine et les cuisines.
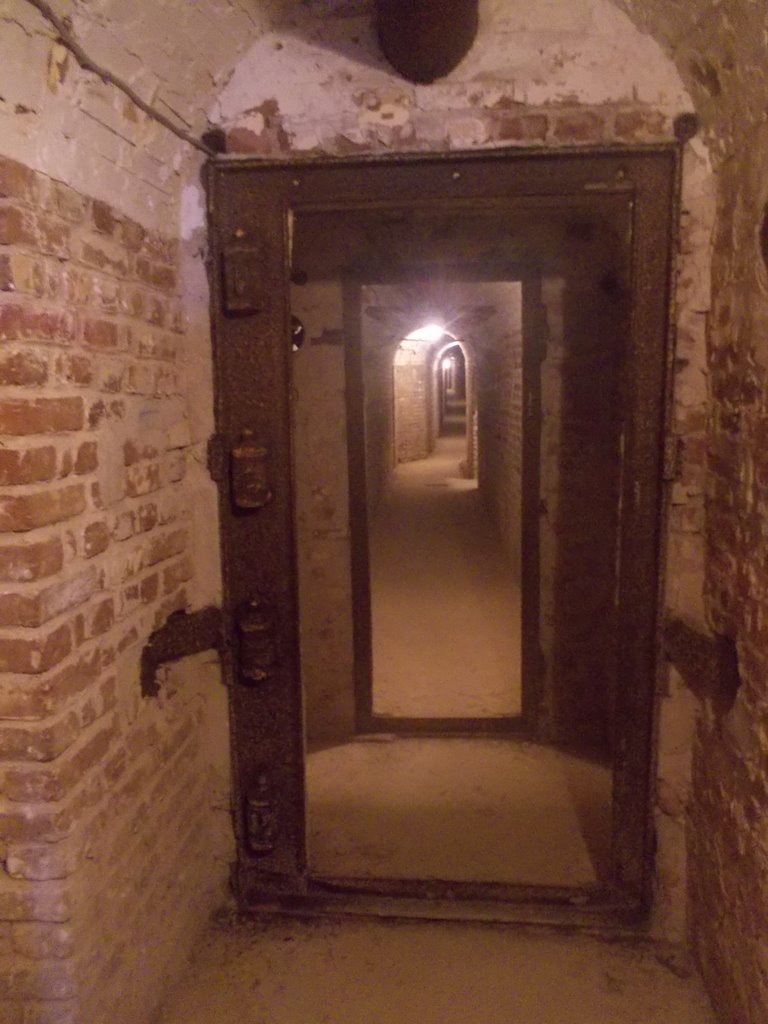
le sas de la galerie du troisième niveau.
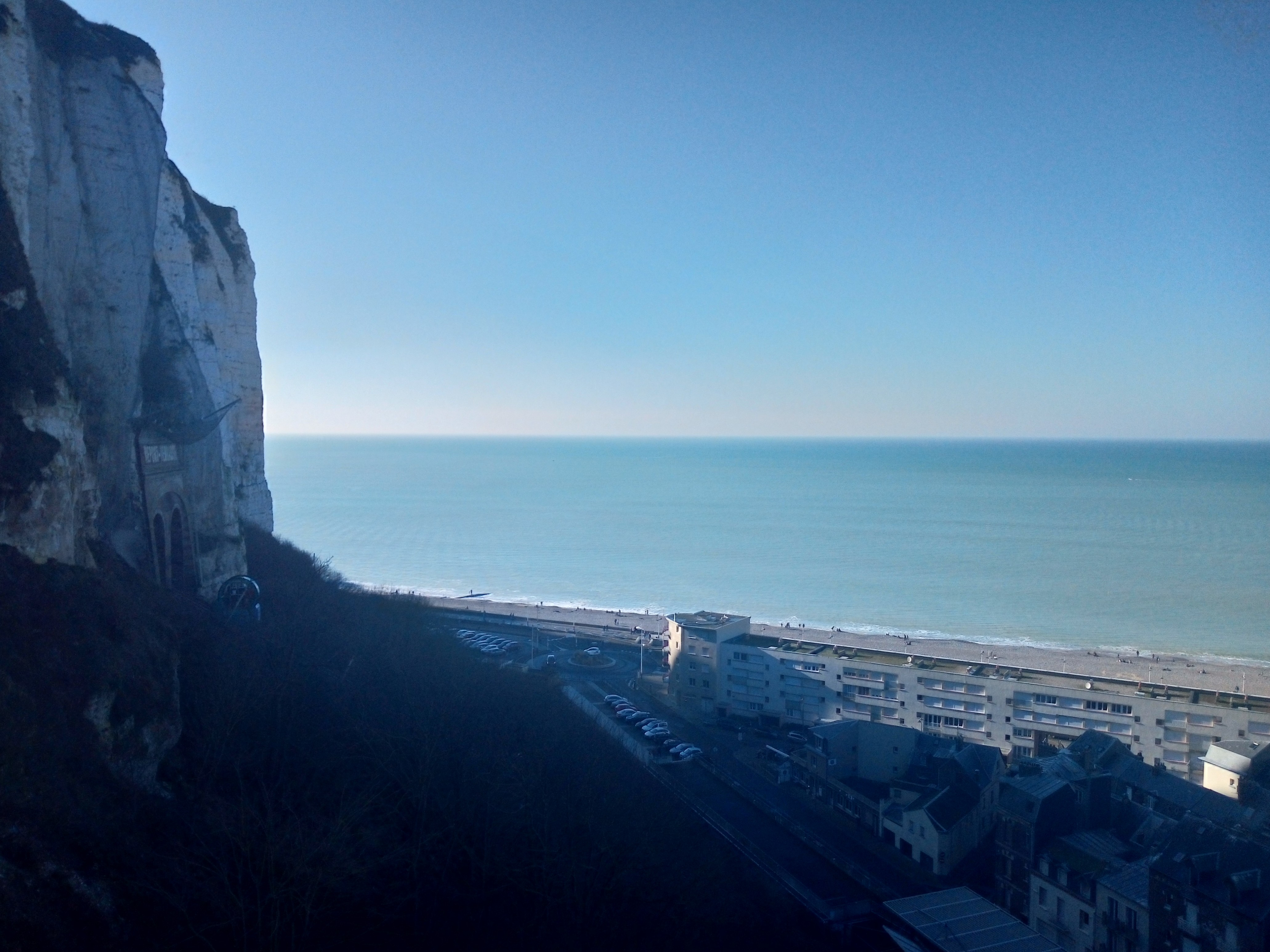
Ouest - vue vers l'entrée des tunnels du funiculaire.
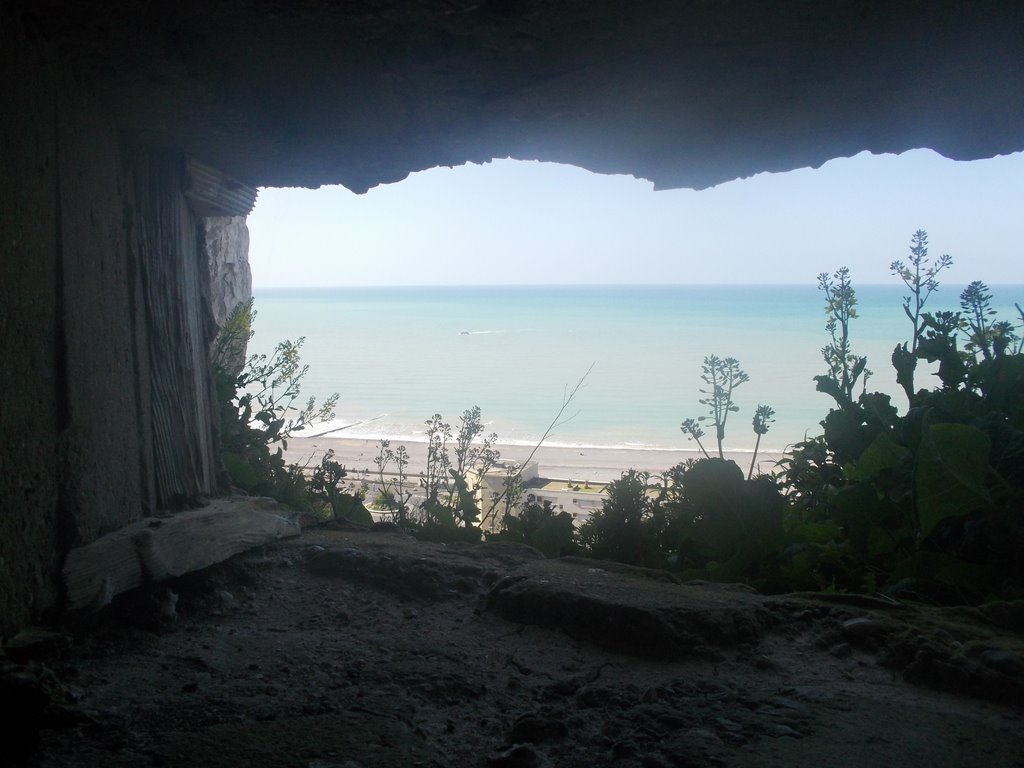
Nord-Ouest - vue vers la plage du Tréport.
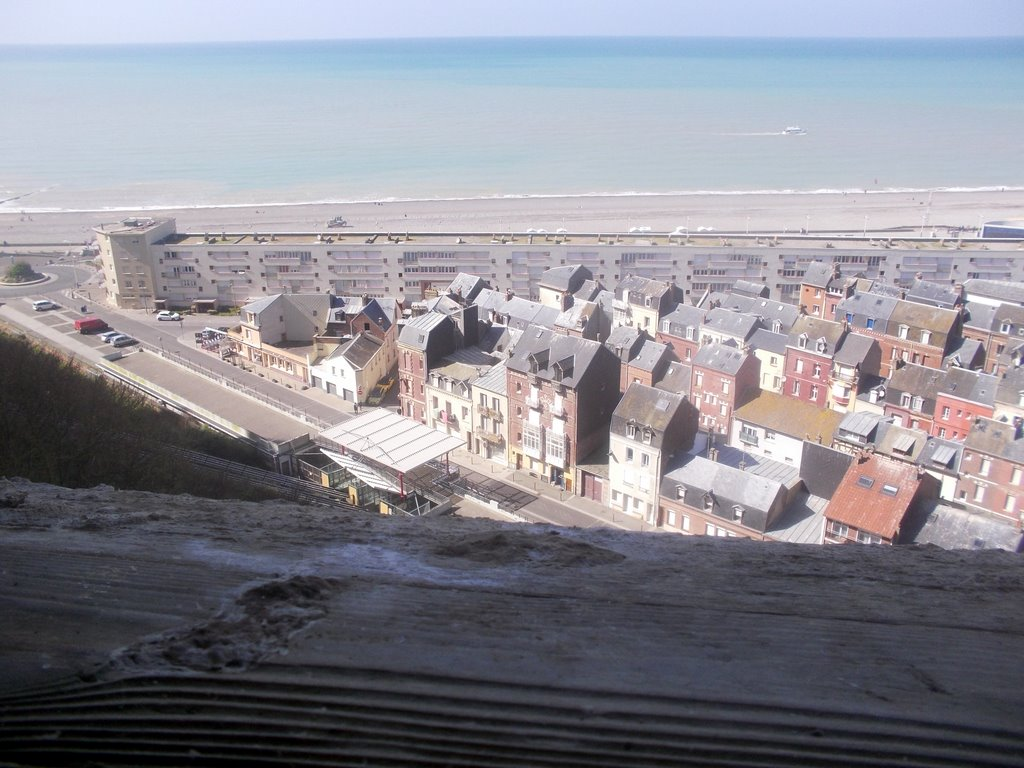
Nord-Ouest - le Tréport : vue sur la station inférieure du funiculaire et la rue Amiral Courbet.
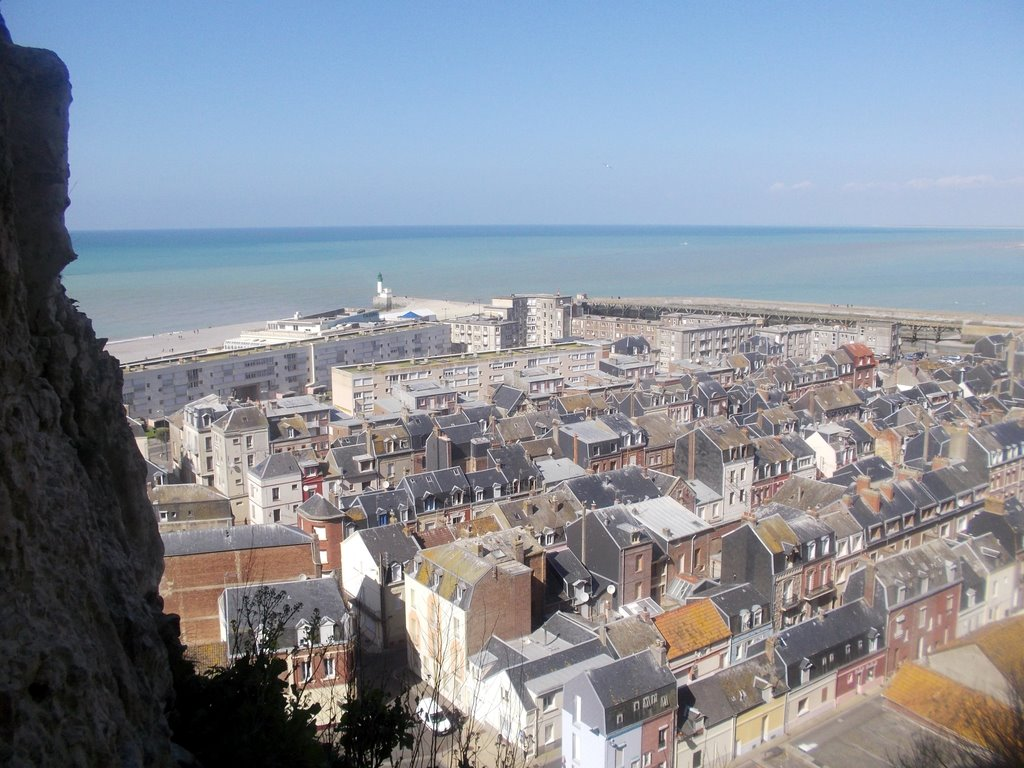
Nord - le Tréport : vue en direction de la jetée et du casino.
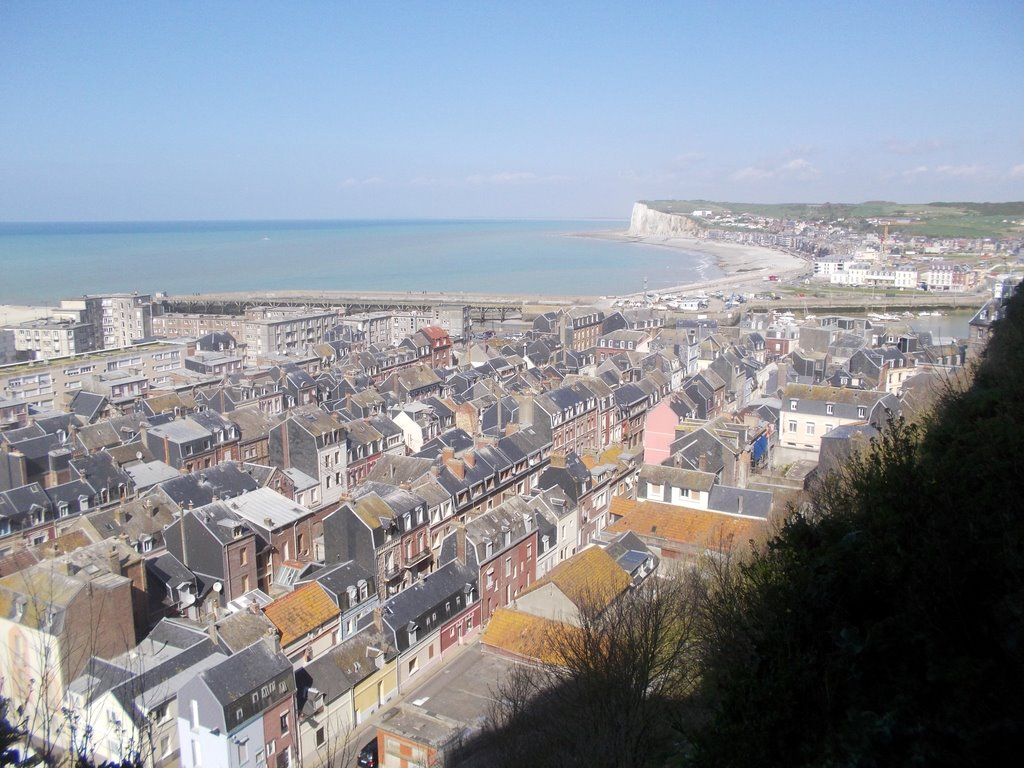
Nord-Est - le Tréport : vue en direction de Mers-les-Bains.
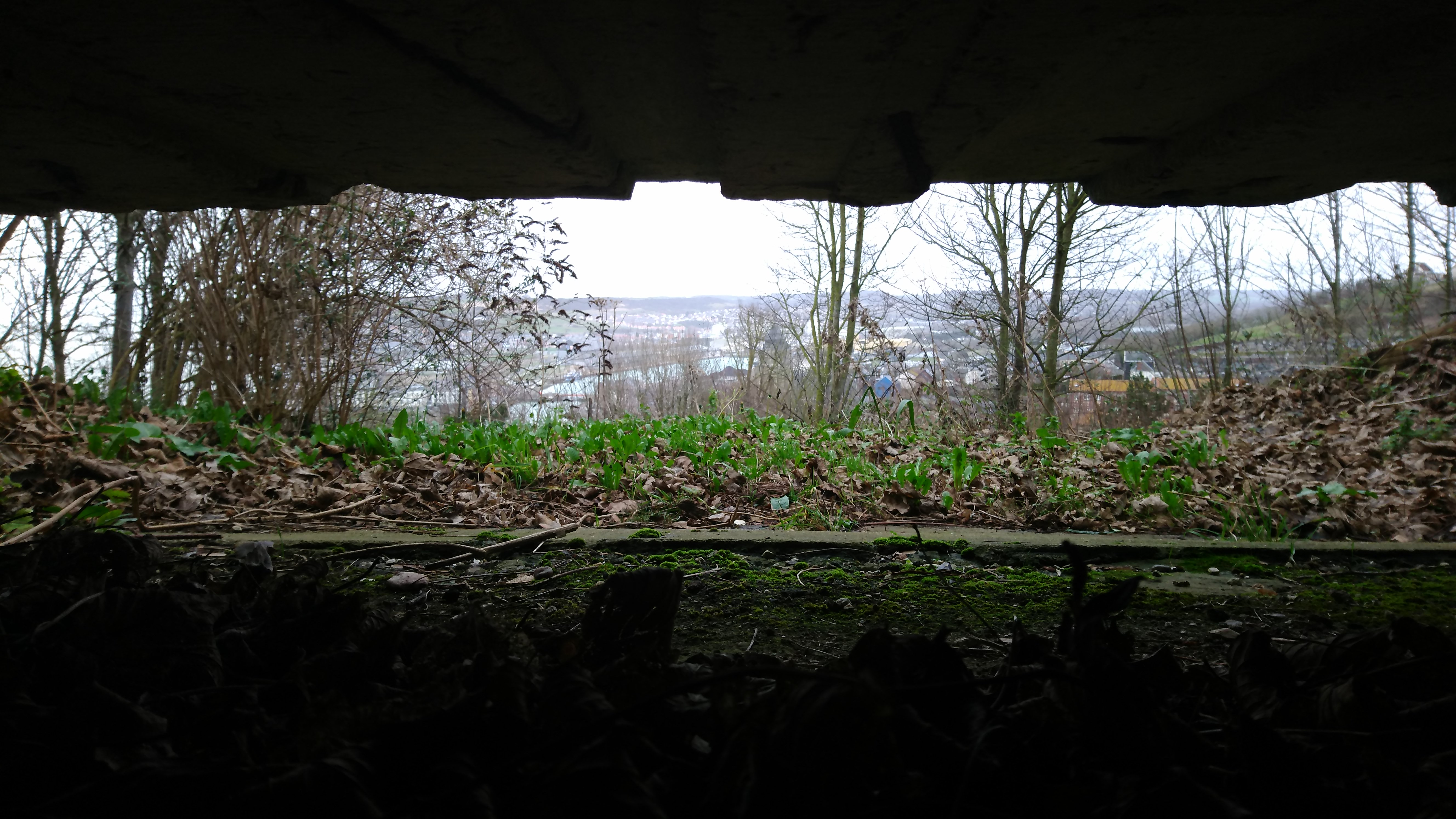
Est - Vue vers l'église Saint-Jacques et le port de commerce du Tréport, depuis le poste d'observation supérieur.
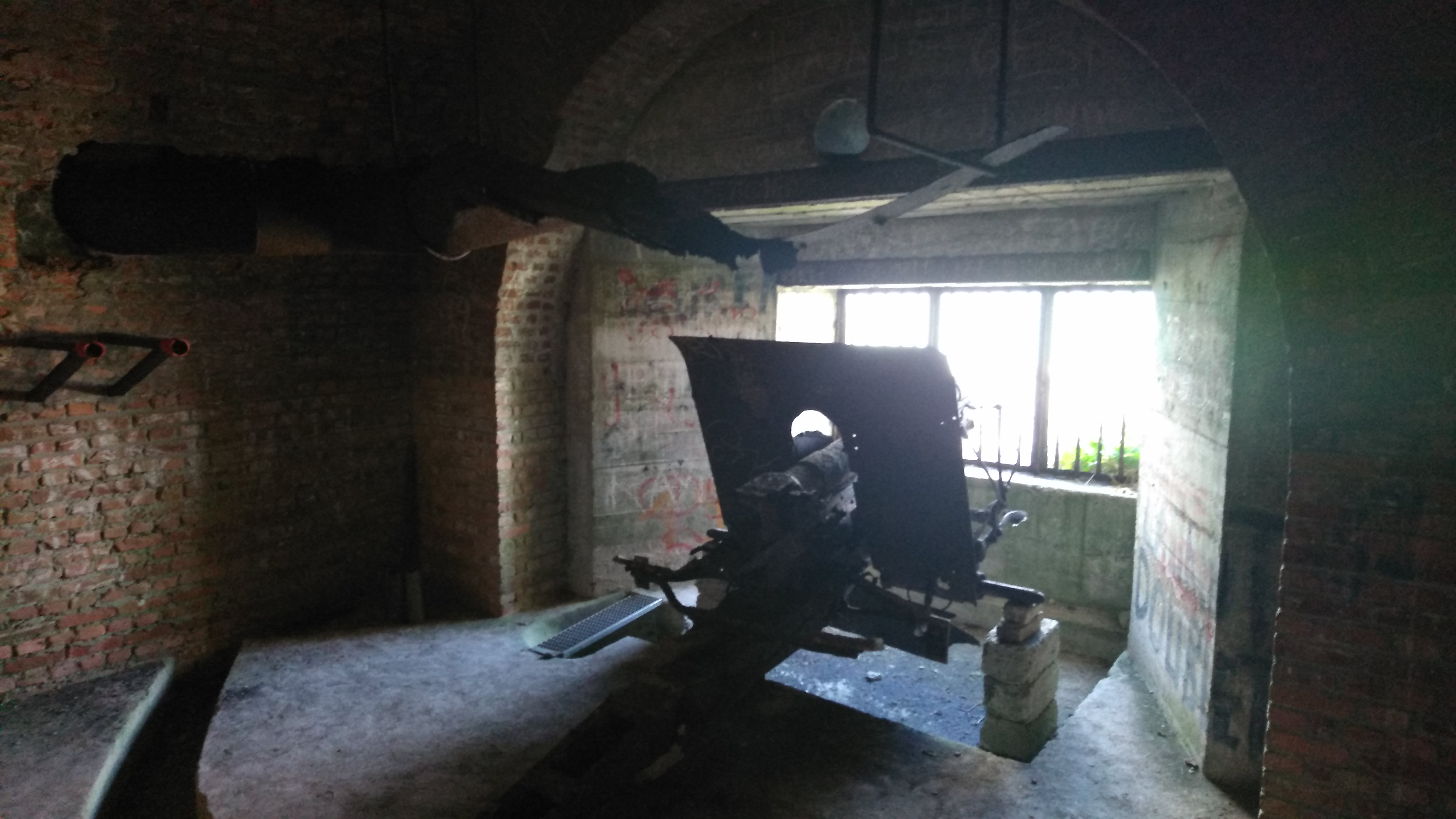
casemate du canon de 75 mm (actuellement fermée au public).
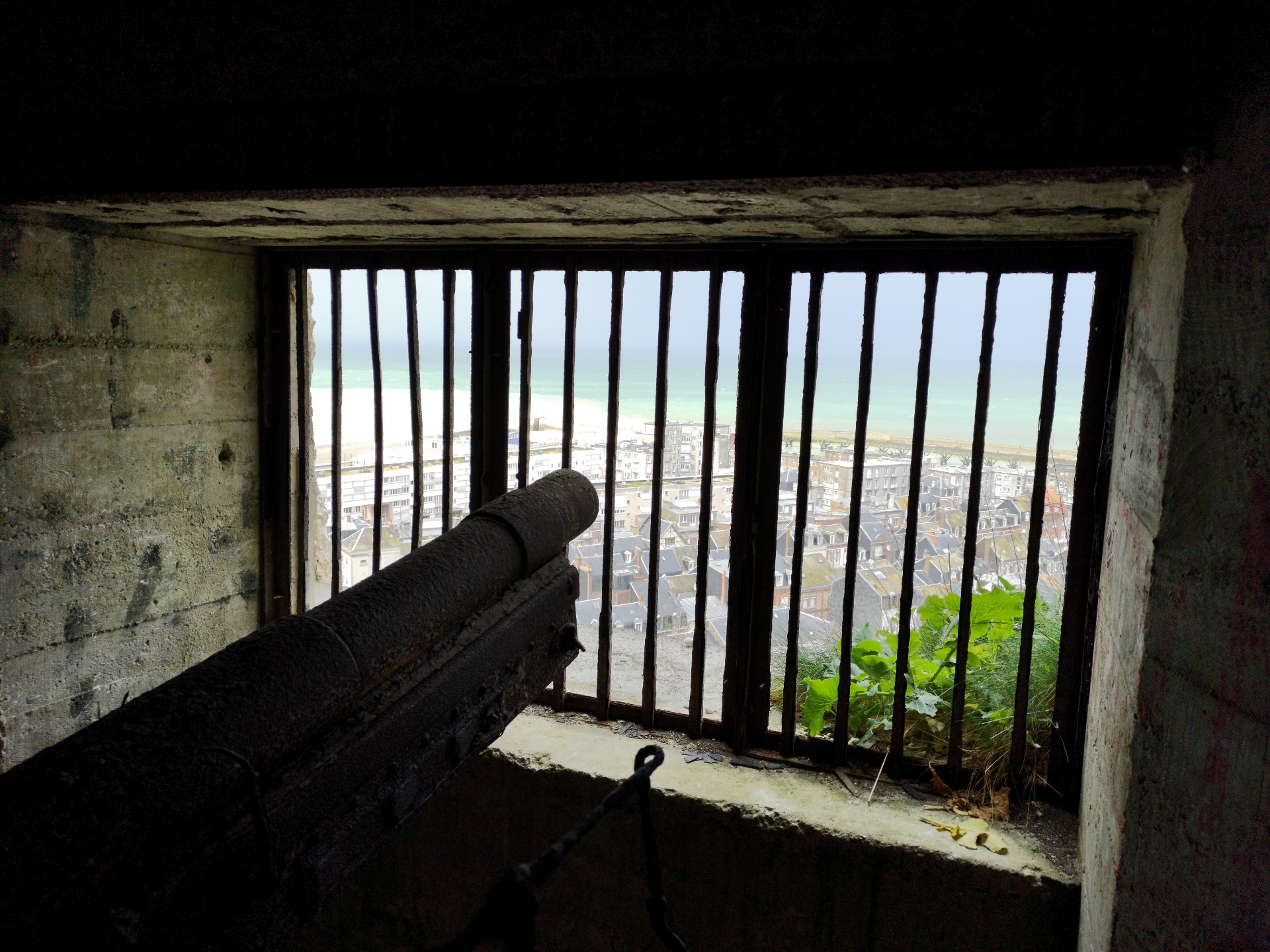
embrasure du canon de 75 mm orienté vers l'entrée du port.
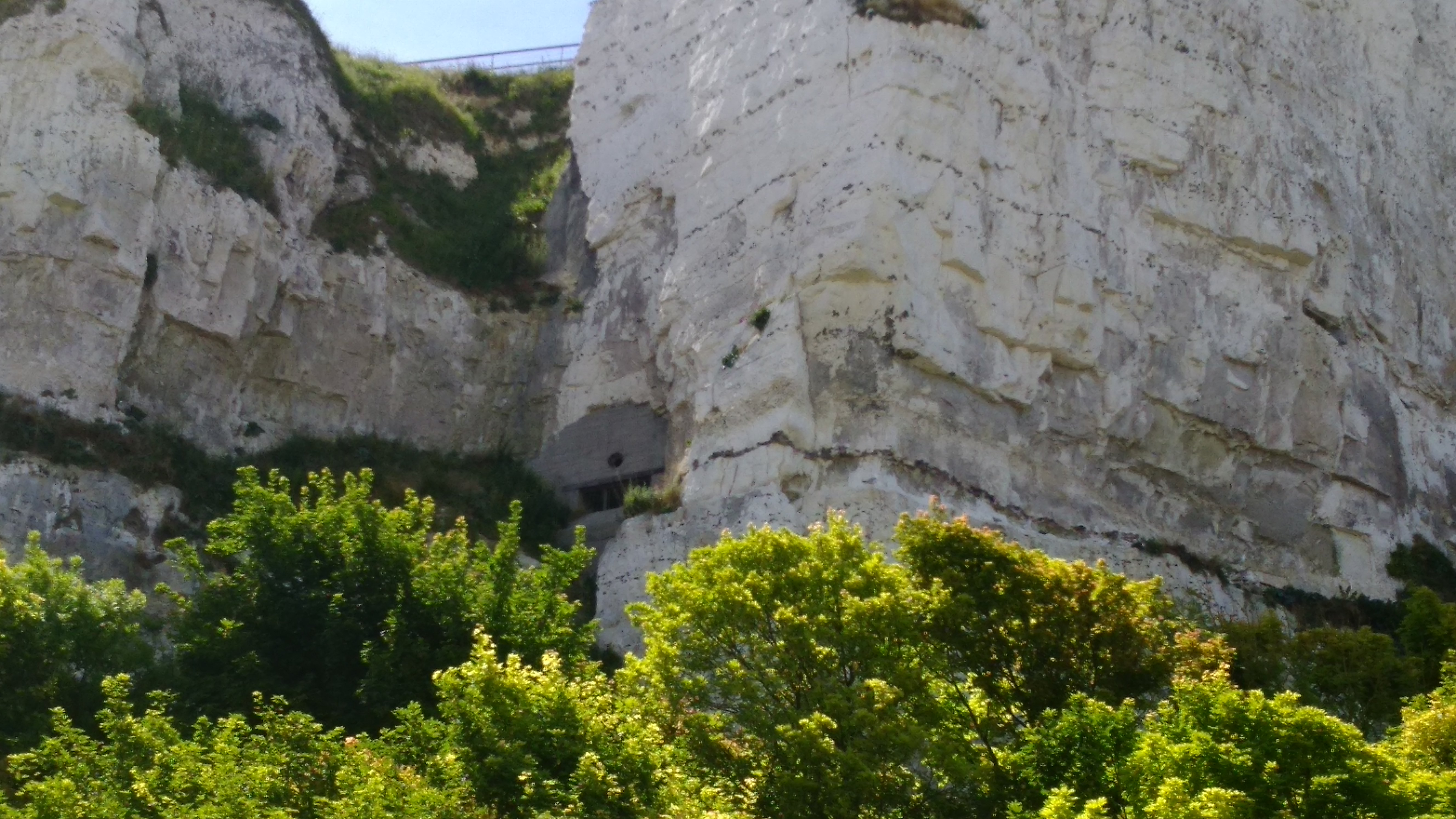
embrasure dans la falaise pour le canon de 75 mm, vue depuis la rue Amiral Courbet.